# دورا بوتبی
دورا بوتبی (انگلیسی: Dora Boothby؛ ۲ اوت ۱۸۸۱ – ۲۲ فوریهٔ ۱۹۷۰) یک تنیس‌باز اهل بریتانیا بود.